# Imagem de satélite

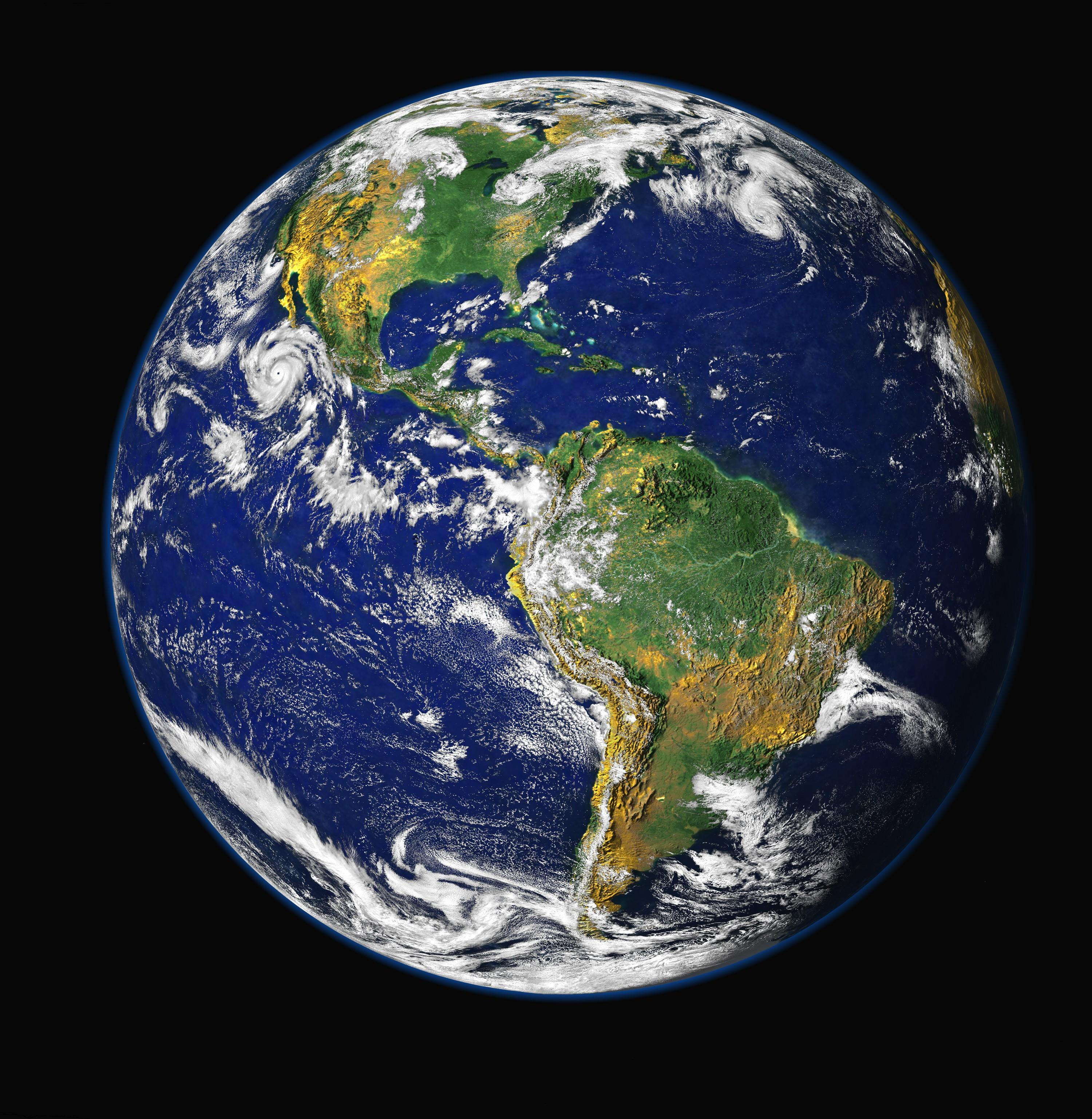
Fotografia por satélite pode ser usada para produzir imagens compostas de um hemisfério inteiro...

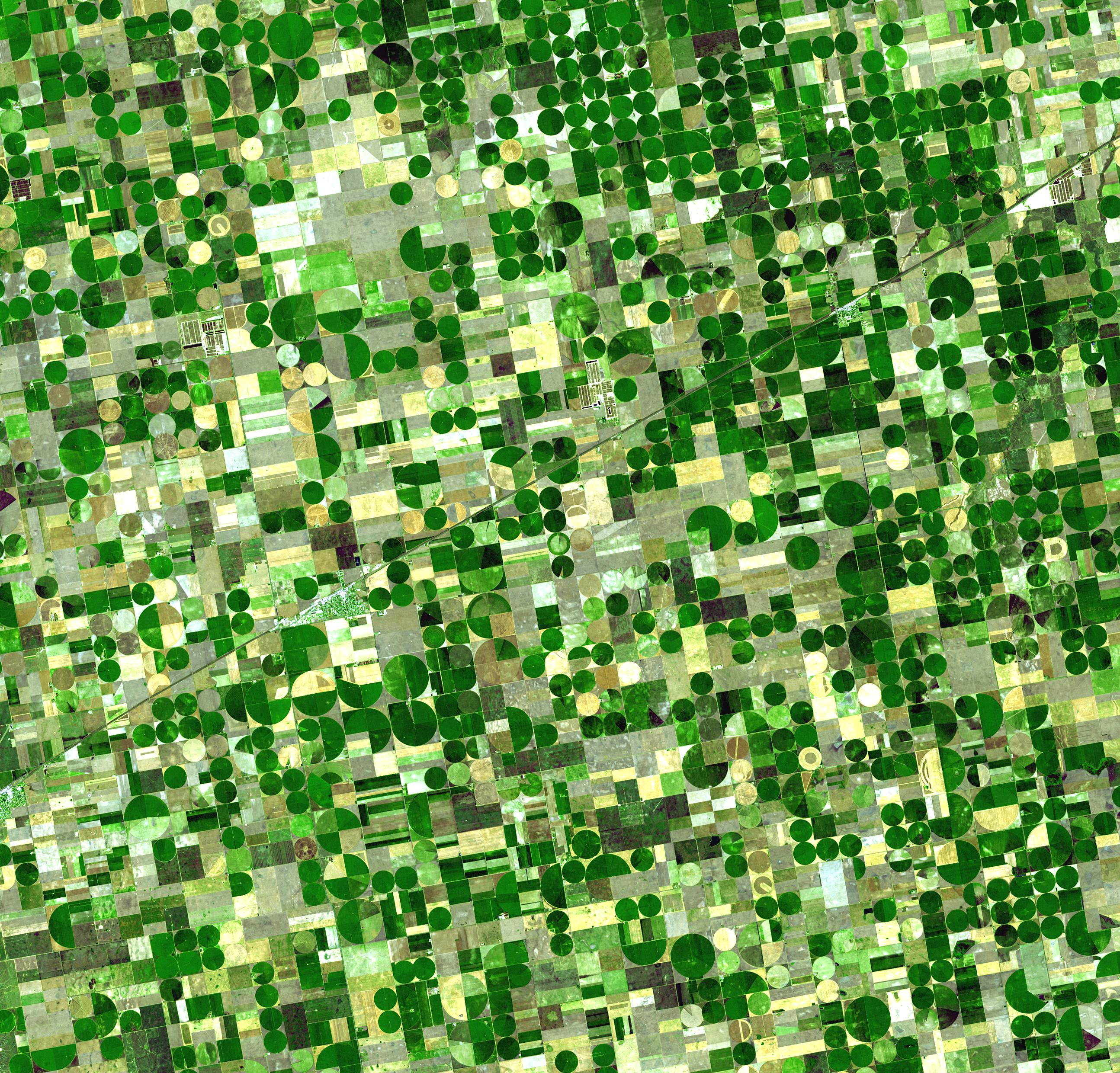
...ou para mapear uma pequena área da Terra, como nesta foto do interior do Condado de Haskell, Kansas, Estados Unidos.

Imagem de satélite é um arquivo de imagem obtido por sensoriamento remoto a partir de um satélite artificial. Esse processo poderia ser explicado de maneira simples como a obtenção de uma fotografia da Terra de uma máquina localizada no espaço dentro de um satélite.
Na antiga União Soviética os primeiros satélites com obtenção de imagens da Terra utilizavam máquinas fotográficas com filmes analógicos, que eram processados apenas quando retornavam para a terra e os filmes eram revelados. Essa tecnologia foi muito utilizada pelos satélites espiões durante a Guerra Fria: exemplos destes são o programa Corona (Estados Unidos) e o programa Zenit (União Soviética).
Atualmente esses satélites imageadores usam máquinas digitais. Assim é possível receber os arquivos na Terra por meio de sinais eletromagnéticos que são tratados em estações receptoras. São poucos os países do mundo que detém a tecnologia de gerar imagens de satélite, entre os quais podem ser citados EUA, França, Israel, Brasil, China e Índia. Os satélites de recolha de imagens mais conhecidos são QuickBird, IKONOS, Landsat e Spot.
As técnicas de interpretação  de imagens de satélite e de fotografias aéreas são de amplo uso, especialmente para análise estruturada de diversos fatores relacionados a grandes espaços e áreas de difícil acesso. Através de imagens de satélites e fotografias aéreas de diferentes épocas, avaliam-se as alterações ocorridas no meio ambiente (positivas ou negativas), indicando medidas para maximização e/ou minimização de seus efeitos.

## História
A primeira imagem do espaço foi obtida em voo sub-orbital, a partir de um foguete V-2 modificado pelos Estados Unidos, lançado em 24 de outubro de 1946 e que registrou uma imagem a cada 1,5 segundos. Com um ápice de 65 milhas (105 km), essas fotos foram de cinco vezes a altura do recorde anterior, de 13,7 milhas (22 km) do balão Explorer II em 1935, porém já em altura suficiente para observar a curvatura do planeta.
A primeira fotografia da Terra retirada de um satélite orbital ocorreu em 14 de agosto de 1959 pelo Explorer 6. A primeira imagem de satélite da Lua foi obtida em 6 de outubro de 1959 pela sonda soviética Luna 3, em uma missão para registrar o lado oculto da lua.
A fotografia da Terra conhecida como The Blue Marble (A Bolinha Azul) foi capturada do espaço em 7 de dezembro de 1972 e se tornou popular na mídia e entre o público. Também em 1972 os Estados Unidos iniciou o programa Landsat, o maior programa de aquisição do espaço de imagens da Terra. O mais recente satélite Landsat, o Landsat 8, foi lançado em 2013.
Em 1977, a primeira imagem de satélite em tempo real foi adquirida pelo satélite norte americano KH-11.